# Дальян
Дальян (тур. Dalyan) — місто в Туреччині.
Місто Дальян розташоване на крайньому південному заході Анатолії, в окрузі Ортаджа, що входить в провінцію Мугла. Чисельність населення міста - 4 848 чоловік (на 2000 рік).
Дальян є одним з найвідоміших туристичних курортів на річці Дальян, поблизу впадання її в Середземне море. У Дальяні постійно проживає колонія з англійських і німецьких пенсіонерів. В околицях міста знаходяться численні античні археологічні пам'ятники і природні визначні пам'ятки, серед них руїни міста Кавн, лікійські скельні поховання на скелях, озеро Кьойджегіз, Черепашачий берег Ізтузу та інші. По озеру і звивистій річці ходять прогулянкові човни, через що Дальян іноді називають «Турецькою Венецією» . У цих місцях дуже популярна ловля невеликих крабів і спостереження за життям великих черепах. В околицях міста Дальян побудовано кілька готелів, проте найпопулярніші дешеві апартаменти. Відпочиваючі проводять більшу частину часу, загоряючи на пляжі Ізтузу, куди можна дістатися з центру міста на маршрутному автобусі. Турецьке місто Дальян більше приваблює англійців, ніж туристів з країн колишнього СРСР.

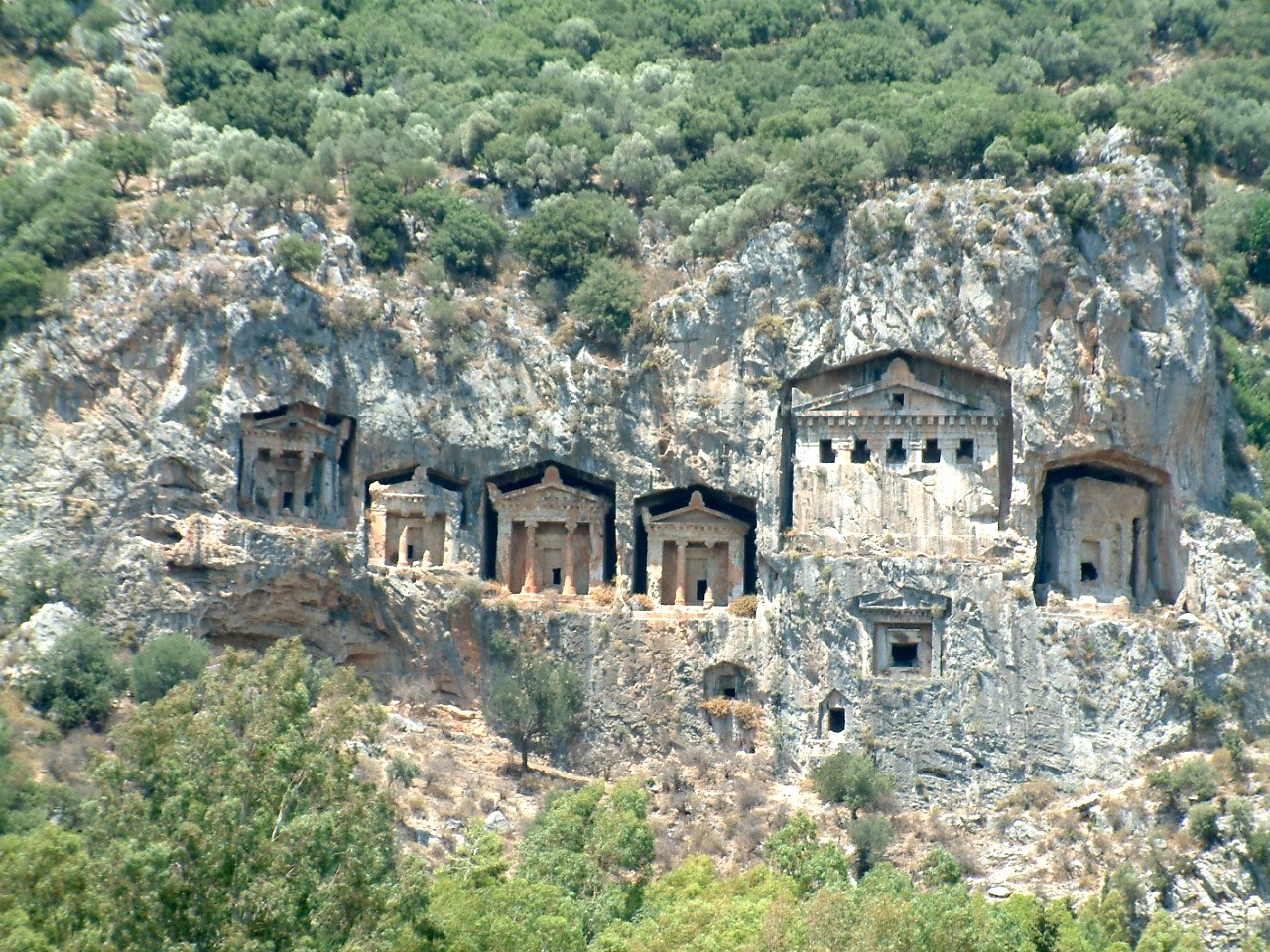
Лікійські скельні гробниці в Мирі
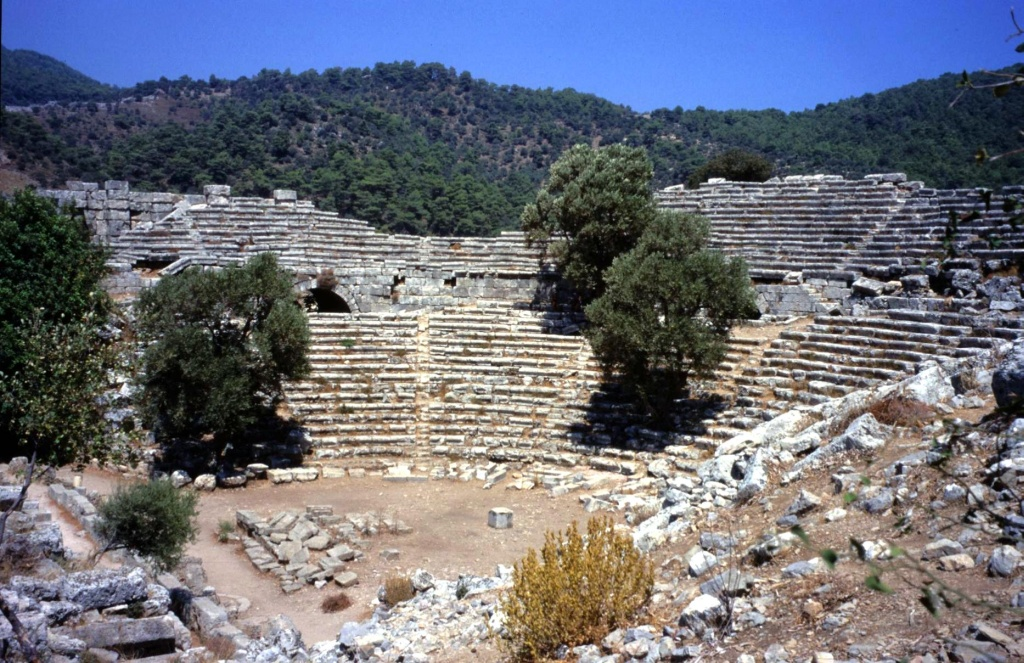
Античний театр в Кавні
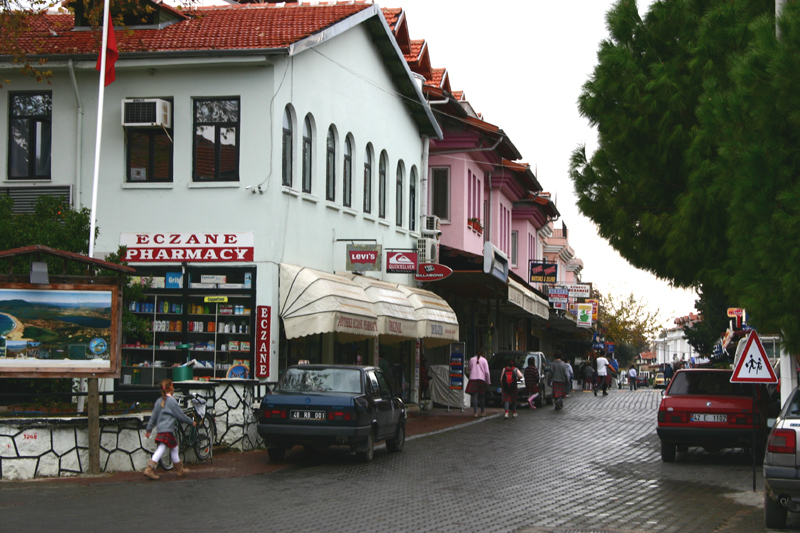
Сучасний центр
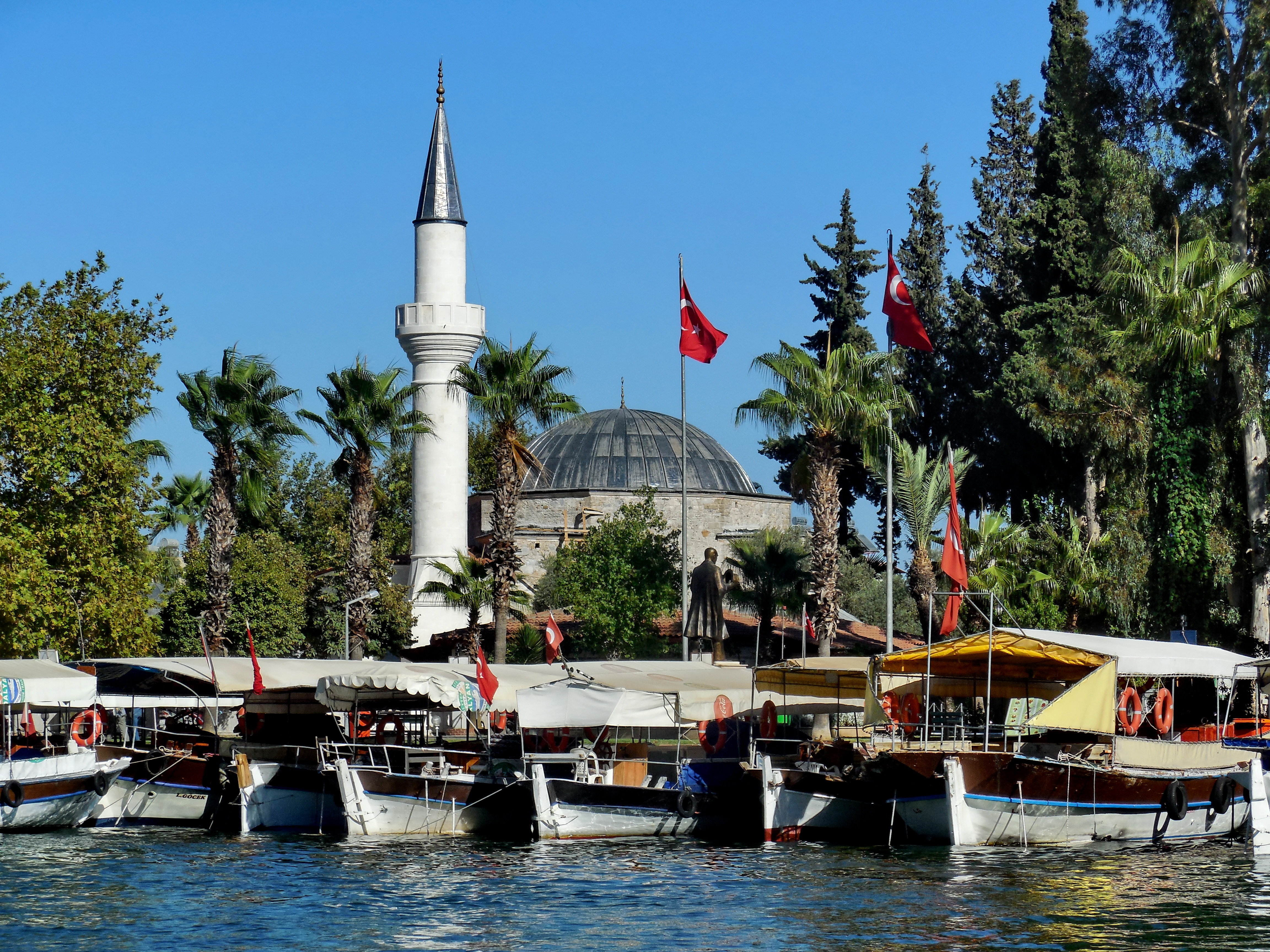
Головна мечеть
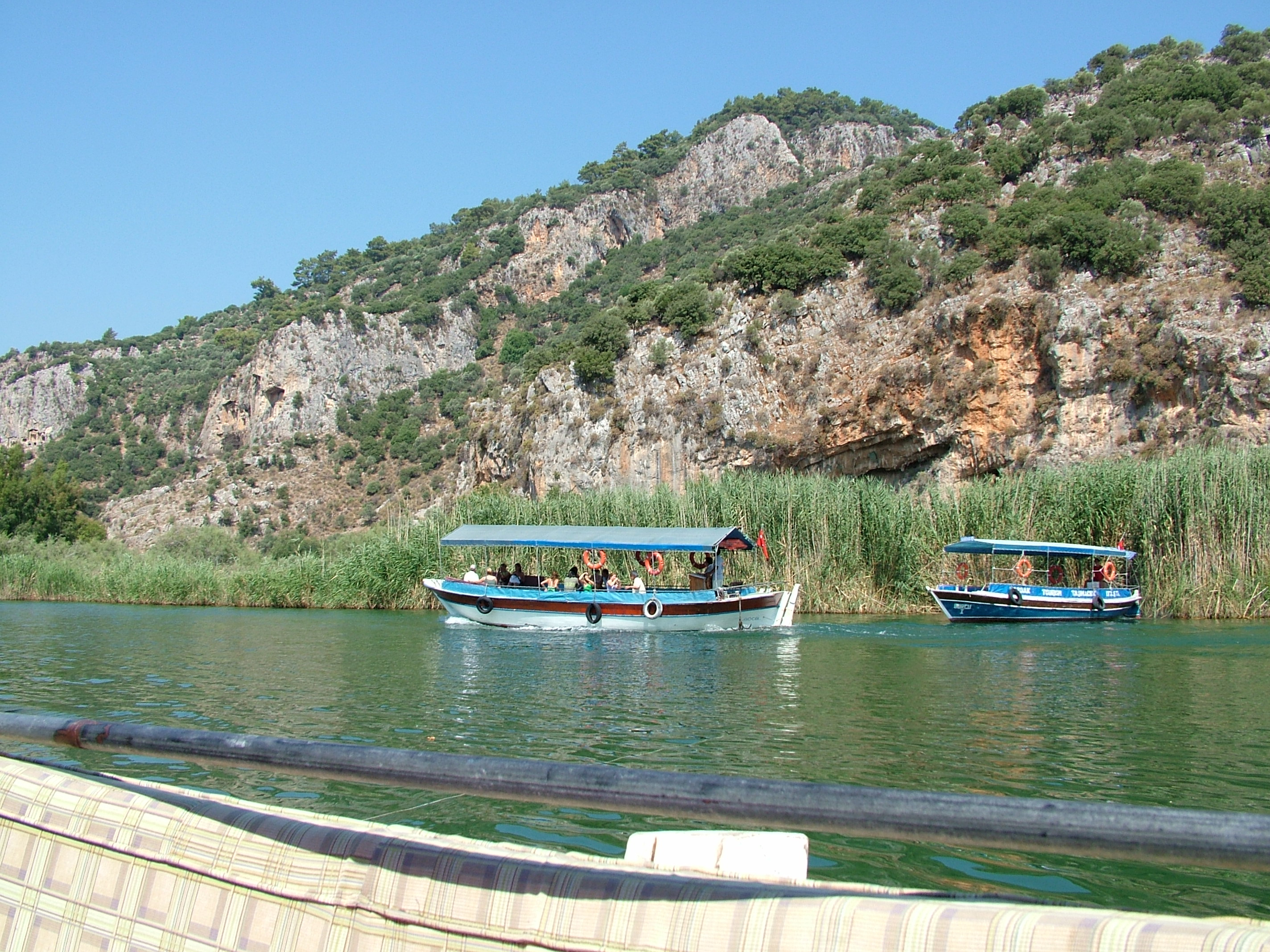
Однойменна річка і прогулянковий кораблик
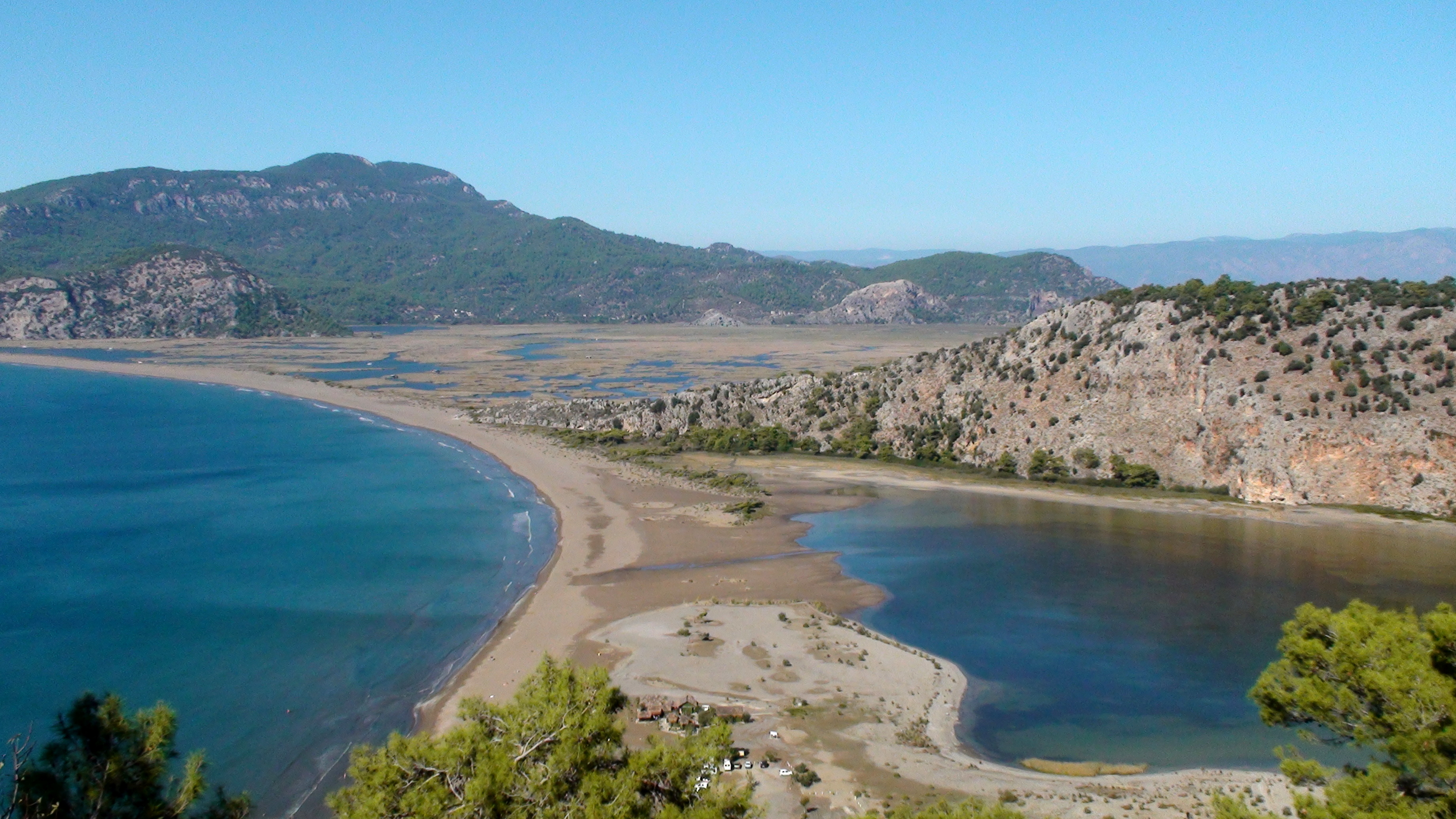
Черепашачий берег Ізтузу
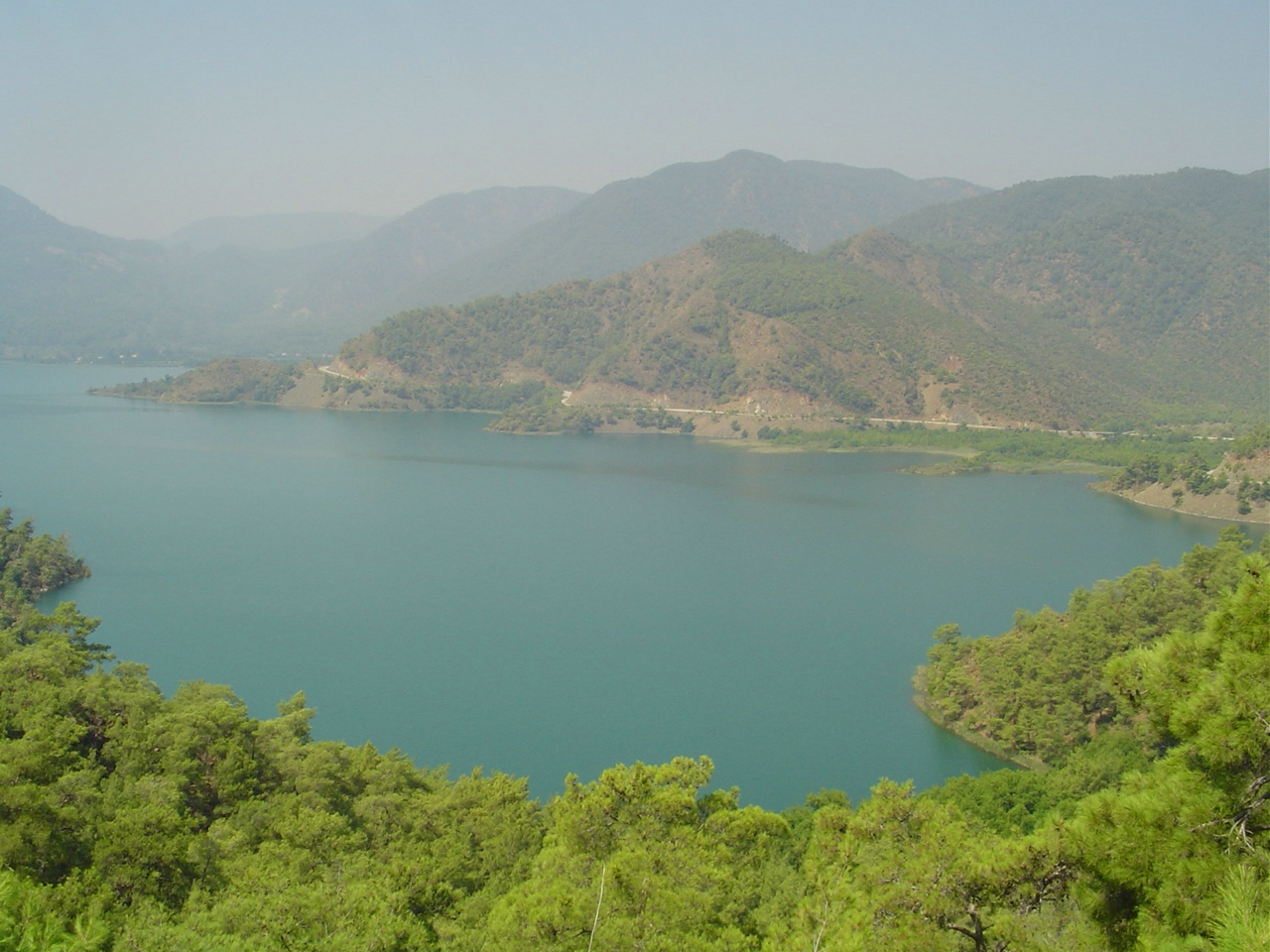
Озеро Кьойджегіз
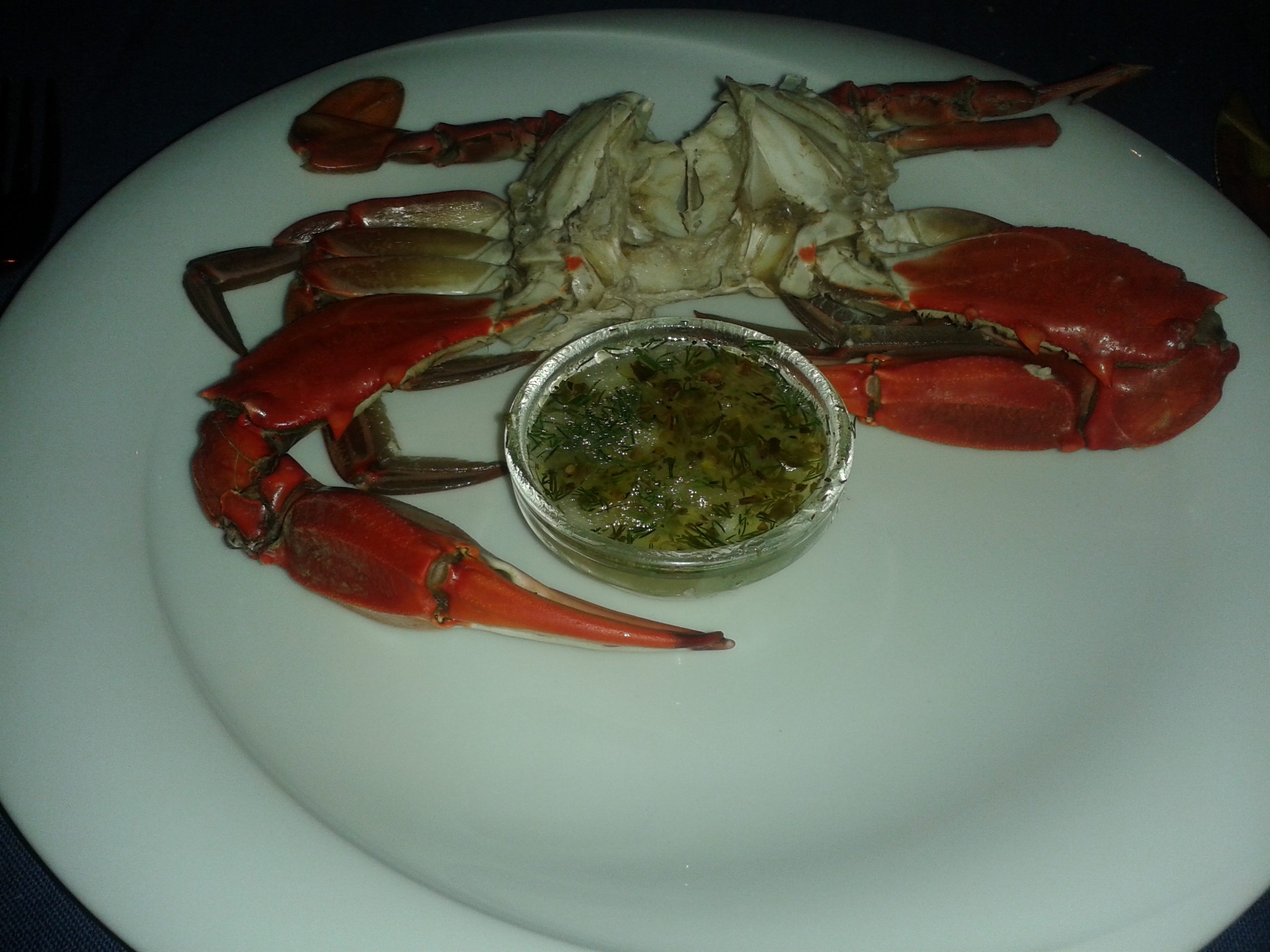
Страва з місцевого синього краба